# Lego DC Super-Villains
Lego DC Super-Villains ist ein Computerspiel für Microsoft Windows, PlayStation 4, Xbox One und Nintendo Switch, das am 16. Oktober 2018 in Nordamerika und am 19. Oktober für alle Kontinente veröffentlicht wurde. Es ist das vierte Lego-Spiel von Lego und DC Comics. In diesem Spiel erstellt der Spieler am Anfang seinen eigenen „Superschurken“, der im Laufe des Spiels besondere Fähigkeiten erlernt.

## Handlung

### Beginn
Ein mysteriöser Schurke wurde bei einem Einbruch in das ehemalige Labor von Professor Ivo dabei ertappt, Superkräfte zu stehlen, und nach Stryker’s Island gebracht, um Lex Luthor, der ein Kollege von Ivo war und mit ihm am „Amazo“-Projekt teilnahm, zu befragen, wer der Schurke sei. Daraufhin fliehen Lex und der Protagonist (kann im Spiel unterschiedlich benannt werden) mit Mercy Graves aus Stryker’s Island. Währenddessen flüchten der Joker und Harley Quinn nach einem erfolgreichen Raubzug bei Wayne Tech vor Batman. Harley beobachtet und filmt mit ihrem Handy derweil, dass eine Verbrecherbekämpfungsgruppe namens Justice Syndicate von Erde 3 aus einer Paralleldimension die Justice League verschwinden lassen und ihren Platz einnehmen. Allerdings verliert sie ihr Handy während der Flucht.

### Rekrutierung von Superschurken und Enthüllung des Justice Syndicates
Nachdem Joker und Harley sich Komplizen wie Scarecrow und Riddler gesucht haben, brechen sie in das Gotham City Police Department ein, um Geld zu rauben. Jedoch werden einige Bösewichte vom GCPD geschnappt und nach Arkham Asylum geschickt. Der Rest unternimmt eine Reise zur Erde 3. Dabei stellt sich heraus, dass die „Helden“ in Wahrheit böse Doppelgänger aus einer Paralleldimension sind. Die Schurken versuchen den Daily Planet zu überzeugen, dass das Justice Syndicate böse sei, was aber nicht klappt. Nach der Rekrutierung von Poison Ivy will das Team mit Harleys wiedergefundenem Handy der Welt beweisen, dass die Ersatzhelden schlecht sind, wobei sie von diesen gestoppt werden. Anschließend brechen Joker, Harley und andere Superschurken wieder aus, um alle gemeinsam ein Team zu bilden, dass das Justice Syndicate aufhält.
Nach einigen Erfolgen dabei, weitere Schurken anzuheuern, erfindet Lex seinen eigenen Plan, das Syndicate-Problem zu lösen, indem er das Team nach Apokolips beamt und dafür einen Teil der Erde erhält. Der Protagonist verhindert dieses aber und beschädigt die Maschine, welche ihn selber, Joker und Harley dorthin bringt, aber alle anderen zurücklässt; aber auch den ganzen Planeten Apokolips zur Erde beamt.

### Befreiung der Justice League
Auf dem Planeten wird die Justice League befreit, die dann die Superschurken unterstützt. Zusammen mit einer Reporterin enthüllen sie die ganze Geschichte und besiegen das Bösewicht-Team, das von Darkseid angeführt wird und nach der „Anti-Lebens-Formel“ sucht. Letztlich besaß Harley die ganze Zeit diese Formel, welche jetzt von Batman bei Wayne Tech untersucht wird. Jedoch entführt Darkseid den Protagonisten.

### Sieg über Darkseid
Bei der Rettung besiegen sie Darkseid, und Lex fordert, Imperator der Erde zu werden, nachdem er Apokolips mitsamt allen Helden und Schurken zurückgeschickt hat. Aber die gesamte Bürgerschaft lehnt das ab. Da tauchen alle Helden und Schurken wieder auf der Erde auf, da der Protagonist sie zurück teleportiert hat. Dann hat dieser die Wahl, ob er Held oder Schurke sein will.

## Synchronisation
| Rolle                          | Deutsche Sprecher  |
| ------------------------------ | ------------------ |
| Bruce Wayne / Batman           | Jaron Löwenberg    |
| Clark Kent / Superman          | Sascha Rotermund   |
| Diana Prince / Wonder Woman    | Sabine Arnhold     |
| Barry Allen / The Flash        | Felix Spieß        |
| Lex Luthor                     | Jörg Hengstler     |
| Joker                          | Bodo Wolf          |
| Harleen Quinzel / Harley Quinn | Alice Bauer        |
| Selina Kyle / Catwoman         | Heide Domanowski   |
| Pamela Isley / Poison Ivy      | Christin Marquitan |
| Scarecrow                      | Gerald Schaale     |
| Edward Nygma / Der Riddler     | Dennis Schmidt-Foß |
| Cheetah                        | Ulrike Stürzbecher |
| Captain Cold                   | Tommy Morgenstern  |
| Ra's al Ghul                   | Bernd Rumpf        |
| Steppenwolf                    | Bernd Rumpf        |
| Darkseid                       | Tilo Schmitz       |
| Lobo                           | Tilo Schmitz       |
| Deathstroke                    | Erich Räuker       |
| Commissioner James Gordon      | Jan Spitzer        |
| Damian Wayne / Robin           | Konrad Bösherz     |

## Bewertung
Auf metacritic.com erhielt die PlayStation-4-Version des Spiels, basierend auf 42 Bewertungen, eine durchschnittliche Bewertung von 74 von insgesamt 100 möglichen Punkten und insgesamt gemischte bis durchschnittliche Kritiken.